# Akiva
Akiva také rabi Akiva ben Josef (cca 50,? Judsko – 135) byl podle židovské tradice jedním z nejvýznamnějších tanaitů a jeden z hlavních kodifikátorů textu Mišny. Veškeré informace o jeho životě pochází pouze z rabínské literatury a z legend, které v souvislosti s jeho postavou vznikly. Je pohřben v Tiberias.

## Život
Údajně se měl narodit v Judsku v chudých poměrech v rodině konvertitů a až do dospělosti měl být analfabetem a v mládí opovrhoval učenci. Podle jedné z legend sloužil jako pastýř u jednoho z nejbohatších mužů v Jeruzalémě, který měl dceru Ráchel. Ta se proti vůli svého otce provdala za Akivu s podmínkou, že se bude věnovat studiu Tóry. Několik let po sňatku s Ráchel proto Akiva odešel na akademii do Lodu, kde studoval u rabínů Eli'ezera ben Hyrkána, Jehošuy ben Chananji a Nachuma z Gimzu.
Okolo roku 95 již měl patřit mezi významné učence a vést vlastní ješivu. Mezi jeho nejvýznamnější žáky patřili rabi Me'ir, Nechemja a Šim'on ben Jochaj. Tradice mu přisuzuje podíl na zařazení Písně písní do židovského kánonu Bible. Podle rabínské tradice řekl na koncilu v Javne: "Neboť na světě není nic, co by se vyrovnalo dnu, ve kterém dostal Izrael Píseň písní. Neboť všechny texty jsou svaté, ale Píseň písní je svátostí nejvyšší." K tomu pak dodal varování: "Ten, kdo zazpívá kvůli pobavení tu píseň, jako kdyby šlo o odrhovačku, nebude mít místo v příštím světě."

## V židovské mystice
V rámci rabínského judaismu všeobecně je Akiva uznáván též jako jeden z představitelů mystiky. V Talmudu je například o něm napsáno: „Čtyři muži vystoupili do ráje, Ben Azaj, Ben Zoma, Acher a rabi Akiva. Rabi Akiva jim řekl: Až přijdete ke kamenům z čistého mramoru, nekřičte: Voda, voda. Ben Azaj se podíval a zemřel; Ben Zoma se podíval a přišel o rozum; Acher podťal výhonky; rabi Akiva vyšel v pokoji.“ (Chagiga 14b) Proto se na jeho osobu odvolává i pozdější pseudoepigrafická literatura, jež se zaobírá mystériem merkavy (vozu) neboli Božího trůnu s koly, jak ho spatřil ve vizi prorok Ezechiel. Kromě toho je rabi Akiva považován za prvního správce tradice Díla Stvoření a mnozí se domnívají, že Sefer Jecira procházela redakcí od Abraháma až právě po rabiho Akivu.

## Smrt
Ve své době měl Akiva podporovat povstání Bar Kochby proti římské moci a jeho vůdce označil za možného mesiáše. Navíc ignoroval císařský výnos, jenž zakazoval studium a vyučování Tóry. Rabi Akiva byl proto Římany zajat, uvězněn a nakonec umučen.